# Dublin & Blessington Steam Tramway
Dublin & Blessington Steam Tramway (DBST), successivamente Blessington and Poulaphouca Steam Tramway (dal 1895), è stata una linea tranviaria con trazione a vapore tra Terenure nei sobborghi di Dublino e Blessington, operativa tra il 1888 e il 1932.
La linea si sviluppava quasi interamente a fianco della rete stradale; i numerosi incroci a raso sono stati la causa di moltissimi incidenti mortali, tanto che la tranvia era stata soprannominata dai locali the longest graveyard in Ireland (il cimitero più esteso d'Irlanda).
Nel 1895 venne aperto il prolungamento fino a Poulaphouca per una lunghezza complessiva di 20 1/2 miglia. La linea vedeva un intenso traffico sia di merci che passeggeri, favorito anche dalla presenza di un accampamento militare presso Brittas.
Dopo la prima guerra mondiale si ebbe una drastica riduzione del traffico, dovuta sia allo smantellamento dell'installazione militare di Brittas, che generava anche un intenso traffico di posta e pacchi, che alla mutata situazione politica dopo gli eventi del 1916.
Un tentativo di rilancio si ebbe in quegli anni con l'acquisto di due automotrici termiche che però si dimostrarono inadatte al servizio; anche l'idea di elettrificazione venne tosto abbandonata dopo la chiusura del tratto Blessington-Poulaphouca nel 1927.
Nel 1932 anche la sezione Dublino-Blessington venne abbandonata e le due automotrici vennero cedute alla County Donegal Railway Joint Committee CDRCJ dove vennero adattate allo scartamento ridotto nel 1934. Una delle due automotrici è conservata presso il museo dei trasporti dell'Ulster.